# Acanthopagrus berda
Acanthopagrus berda es una especie de peces de la familia Sparidae en el orden de los Perciformes.

## Morfología
Los machos pueden llegar alcanzar los 90 cm de longitud total.

## Distribución geográfica
Se encuentra desde las  costas de Sudáfrica hasta las de la India, Japón y norte de Australia.